# Стабилизированный мох

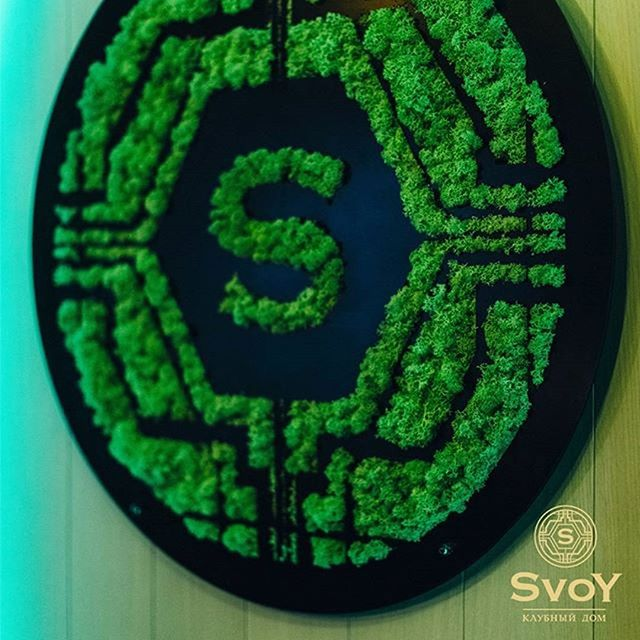
Стабилизированный мох в интерьере

Стабилизированный мох — природный материал, используемый для декоративного оформления внутреннего пространства помещений.
Также используется для создания трёхмерных-макетов и во флористике. Особенность материала заключается в длительном сохранении природной мягкости, а также цвета, приобретённого в результате процесса стабилизации и окрашивания.

## Получение
Сырьевым продуктом для стабилизированного мха являются некоторые виды мхов и лишайников. Наиболее эффектный вид для декорирования пространства достигается при стабилизации лишайников из рода Кладония, особенно относящихся к виду Кладония звездчатая (Cladonia stellaris) (этот вид относится к тем видам лишайников, которые известны под собирательным названием «ягель»).
Сбор ягеля для дальнейшей стабилизации происходит вручную с учётом аккуратного отношения к окружающей среде. К почве, легко поддающейся внешнему воздействию, относятся бережно, следя за тем, чтобы при сборе оставалось как можно меньше следов человеческого вмешательства. Одним из мест сбора в 2017 году является Рендал, Норвегия. Такие меры предосторожности необходимы для максимального сохранения кладонии в дикой природе, так как кладония звездчатая имеет высокую кормовую ценность для северных оленей.

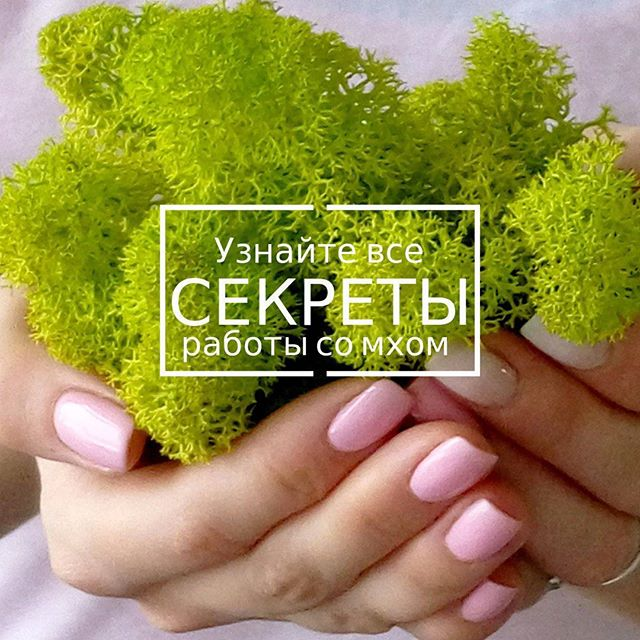
Стабилизированный мох

## Процесс стабилизации
Природная мягкость материала достигается в результате процесса стабилизации. Существует несколько рецептов стабилизации, где компоненты незначительно отличаются друг от друга. Одна из первых формул стабилизации была запатентована в Нью-Йорке в 1949 году. Формула стабилизации применялась также для стабилизации бутонов цветков и тонколистных растений.
Общая характеристика процесса заключается в пропитывании сырьевого материала различными солями для сохранения природной мягкости и пигментом для придания цвета.

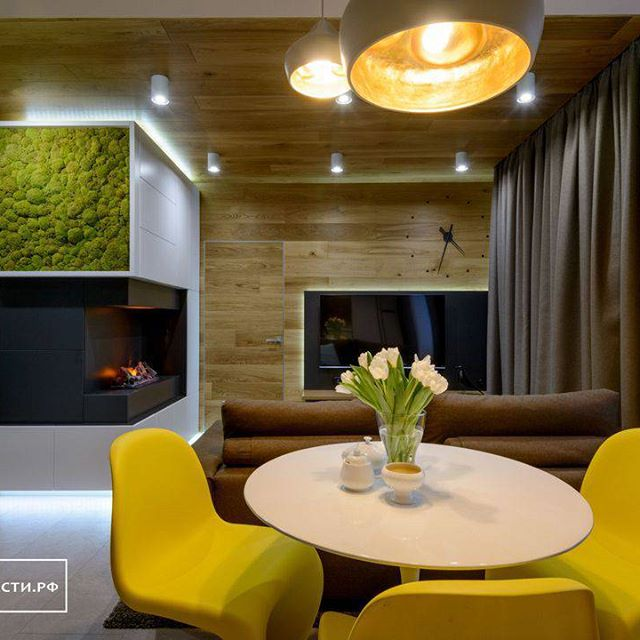
Стабилизированный мох в интерьере квартиры